# Gioconda de Vito
Pour les articles homonymes, voir Gioconda et Vito.
Gioconda de Vito (Martina Franca, 26 juillet 1907 – Rome, 14 octobre 1994) est une violoniste italo-britannique.

## Biographie
Gioconda est d'un des cinq enfants d'une famille de vignerons, née à Martina Franca, au Sud de l'Italie. D'abord, elle joue le violon en autodidacte, n'ayant reçu seulement que des leçons de théorie de la musique par le chef d'un ensemble local. Son oncle, violoniste professionnel basé en Allemagne, l'ayant entendu tentant de répéter un concerto par Charles-Auguste de Bériot, quand elle avait huit ans, décide de lui enseigner lui-même. À onze ans, elle entre au Conservatoire Rossini de Pesaro et étudie avec Remy Prìncipe (1918–1921). Elle obtient son diplôme à treize ans et commence une carrière de soliste. À dix-sept elle est nommée professeur de violon au conservatoire de Bari, qui vient d'être créé (1925–1934). En 1932, à vingt-cinq ans, elle remporte le premier Concours international de violon à Vienne. Après qu'elle a joué la grande Chaconne en ré mineur de Bach, Jan Kubelík venu à la scène, lui baise la main ; plus tard elle se produit sous la baguette de Kubelik fils, le chef d'orchestre Rafael Kubelík.
Elle enseigne ensuite à Palerme et à l'Académie nationale Sainte-Cécile de Rome. Elle avait été auparavant, présenté à Benito Mussolini, qui admirant son jeu, a utilisé son influence pour obtenir son poste à Rome. La Seconde Guerre mondiale interrompt ce qui aurait autrement été la période la plus féconde de sa carrière, alors en plein essor. En 1944, elle lui est donné l'honneur unique de professeur à vie à l'Académie.
La même année, elle créa le Concerto pour violon d'Ildebrando Pizzetti qui lui est dédiée. Elle grave quelques disques pour la première fois après la guerre, mais laisse peu d'enregistrements. En 1948, elle fait ses débuts à Londres, sous la direction de Victor de Sabata, dans le concerto de Brahms. Le concert est un très grand succès et la conduit à des spectacles au Festival d'Édimbourg (1945) et avec d'autres artistes tels que Yehudi Menuhin, Isaac Stern et Arturo Benedetti Michelangeli. En 1953, elle est considérée comme la femme violoniste numéro 1 en Europe, tout en restant pratiquement inconnue aux États-unis.
Elle joue sous la direction de Wilhelm Furtwängler un certain nombre de fois, ayant une grande affinité pour son approche musicale. En 1953, ils jouent également une sonate pour violon et piano de Brahms à Castel Gandolfo pour le Pape Pie XII, le choix de Brahms étant le fruit de la demande du Pape lui-même. En 1957, elle joue le concerto de Mendelssohn pour le souverain pontife. Un membre de l'auditoire a envoyé une lettre plus tard, disant qu'il n'était plus un athée, parce que son jeu dans le mouvement lent, lui avait fait réaliser qu'il y a un Dieu.
C'est au cours de ce concert, qu'elle réalise qu'elle a atteint l'apogée de sa carrière et décide de prendre sa retraite en trois ans. Elle a confié sa décision au pape. Pie XII a essayé, pendant une heure, de l'en dissuader, argumentant qu'elle était bien trop jeune pour la retraite, mais en vain. Mais elle avait encore trois ans. Au cours de la période, Gioconda de Vito collabore avec Edwin Fischer, se trouvant en fin de carrière. Au cours des sessions d'enregistrement des sonates de Brahms – les numéros 1 et 3 – une assistance médicale fut nécessaire. La deuxième sonate a été reprise par Tito Aprea en 1956, après l'enregistrement avec succès de la Sonate à Kreutzer de Beethoven et de la sonate de César Franck. Fischer est mort en 1960.
Gioconda prend sa retraite en 1961, à l'âge de 54 ans, non seulement de sa carrière de concertiste, mais aussi de son poste de professeur, préférant ne pas enseigner. À l'occasion de vacances en Grèce, où elle rencontre Yehudi Menuhin sur une plage, elle accepte de jouer des duos avec lui, dans sa villa. Quand ils y arrivèrent, Menuhin réalisa qu'il n'avait pas d'autre violon, de sorte que la seule possibilité de jouer une fois de plus, n'a abouti à rien... Nous avons la chance d'avoir un enregistrement de 1955 du Duo en sol majeur de Viotti par Gioconda et Menuhin. La veille, ils avaient également enregistré une Sonate en trio en sol mineur de Haendel, avec Jean Shinebourne au violoncelle et Raymond Leppard au clavecin. Ces enregistrements sont disponibles sur le disque 41 de la grande édition Menuhin chez EMI. Deux ans plus tôt, Menuhin, de Vito et Shinebourne faisant équipe avec le claveciniste George Malcolm jouaient la Sonate pour 2 violons et continuo en ré, op. 5 n° 2 de Haendel (enregistrements EMI, dans l'édition coréenne de 2013). Tous ces enregistrements étant effectué à Abbey Road Studio n° 3.
Gioconda de Vito ne s'est jamais produite aux États-unis, bien qu'elle ait été invitée à plusieurs reprises par les chefs d'orchestre Arturo Toscanini et Charles Munch. Elle avait joué Bach pour Toscanini à Paris dans les années 1930, qu'il avait commenté par un : « C'est la façon dont Bach doit être joué ». Cependant, elle se produit en Australie (1957 et 1960), en Argentine, en Inde, en Israël et en Europe ; et en Union Soviétique, où elle a été juré pour le premier Concours Tchaikovski, à l'invitation de David Oïstrakh.
Son répertoire était réduit, excluant la plupart des œuvres écrites après le XIXe siècle (par exemple les concertos d'Elgar, Sibelius, Bartók, Berg, Bloch et Walton) – la seule exception semble être le concerto de Pizzetti. Ses œuvres favorites étaient « les trois B » : Bach, Beethoven et Brahms. Ses enregistrements les plus importants ont été publiés en 1990 sous le titre de L'Art de Gioconda de Vito. Ils comprennent un Double Concerto pour violon de Bach, avec Yehudi Menuhin, dirigé par Anthony Bernard.
Gioconda de Vito jouait sur un Nicola Gagliano de 1762 et un Stradivarius de 1690 nommé le « Toscan », mis à sa disposition par le gouvernement italien en 1953. Instrument prêté ensuite à Pina Carmirelli.

## Vie privée
En 1949, elle épouse un Britannique, David Bicknell, un exécutif avec EMI, et vit au royaume-Uni, à partir de 1951. Son anglais était toujours rudimentaires et elle avait souvent besoin d'un traducteur. Bicknell est mort en 1988 et de la Gioconda de Vito est morte en 1994, à l'âge de 87 ans.

## Sources
- Eric Blom, Grove Dictionary of Music and musicians, 5e éd., 1954
- En Vito Veritas
- Centenaire Gioconda de Vito par Jessica Duchen